# 李思明
李思明（1979年2月5日—），生於香港，已退役香港足球運動員，司職進攻中場，已婚並育有兩子，前香港足球代表隊暨香港五人足球代表隊隊員，因擁有上乘的盤球技巧及過人能力而被讚譽為「小型球王」，於2005年2月9日香港隊以1–7負五屆世界盃冠軍巴西國家隊的2005年賀歲盃中為香港在比賽末段取得一個入球成為首名在巴西國家隊上取得入球的華人足球運動員，現時擔任香港超級聯賽球隊夢想FC副總監。

## 球員生涯
李思明生於香港，出身於傳統球會南華，以16歲之齡亮相甲組聯賽被讚譽為「神童」，於1996年外借予東方開始其職業生涯，先後效力於西貢朋友、花花、福建、流浪、愉園、康宏晨曦及淦源等多支香港甲組足球聯賽球隊，李思明於香港隊以1–7負五屆世界盃冠軍巴西國家隊的2005年賀歲盃中，為香港在比賽末段取得一個入球成為首名在巴西國家隊上取得入球的華人足球運動員，在2009/10球季後李思明宣佈以29歲之齡退出職業生涯以業餘身份轉投乙組球會駿昇花花，在2012/13球季後李思明以業餘身份復出效力東方沙龍，並且協助球隊重返甲組聯賽，隨後獲得東方沙龍贊助商沙龍集團東主批准停薪留職一年再次以職業身份復出。退役後擔任東方龍獅技術總監至2017年7月擔任新成立的港超聯球隊夢想FC副總監。

## 國際賽事紀錄
| #  | 日期           | 地點               | 對手   | 比數 | 入球 | 賽事性質           |
| -- | -------------- | ------------------ | ------ | ---- | ---- | ------------------ |
| 1  | 2005年2月9日   | 香港，香港大球場   | 巴西   | 1–7  | 1    | 2005年賀歲盃       |
| 2  | 2006年8月12日  | 香港，香港大球場   | 新加坡 | 1–2  | 1    | 國際友誼賽         |
| 3  | 2006年8月16日  | 烏茲別克，塔什干   |        | 2–2  | 0    | 2007年亞洲盃外圍賽 |
| 4  | 2006年9月9日   | 香港，香港大球場   |        | 0–0  | 0    | 2007年亞洲盃外圍賽 |
| 5  | 2006年10月11日 | 卡塔爾，多哈       |        | 0–2  | 0    | 2007年亞洲盃外圍賽 |
| 6  | 2006年11月15日 | 香港，旺角大球場   |        | 2–0  | 0    | 2007年亞洲盃外圍賽 |
| 7  | 2007年10月21日 | 印尼，吉安雅       | 东帝汶 | 3–2  | 0    | 2010年世界盃外圍賽 |
| 8  | 2007年10月28日 | 香港，香港大球場   | 东帝汶 | 8–1  | 0    | 2010年世界盃外圍賽 |
| 9  | 2007年11月10日 | 香港，香港大球場   |        | 0–0  | 0    | 2010年世界盃外圍賽 |
| 10 | 2007年11月18日 | 土庫曼，阿什哈巴德 |        | 0–3  | 0    | 2010年世界盃外圍賽 |

## 球會榮譽
東方
- 香港高級組銀牌冠軍（2007–08季度）
- 香港足總盃冠軍（2013–14季度）

愉園
- 香港甲組足球聯賽冠軍（2005–06季度）

## 外部連結
- 香港足球總會網頁球員註冊資料 （页面存档备份，存于）